# شخصیت غیرقابل‌بازی
شخصیت غیربازیکن (به انگلیسی: non-player character) یا NPC، شخصیتی در یک بازی است که توسط بازیکن کنترل نمی‌شود. در بازی‌های ویدئویی، این عبارت معمولاً به‌معنای شخصیتی است که توسط رایانه و با استفاده از الگوریتمها و رفتارهای از پیش‌تعیین‌شده کنترل می‌شود و لزوماً هوش مصنوعی واقعی آن را کنترل نمی‌کند.

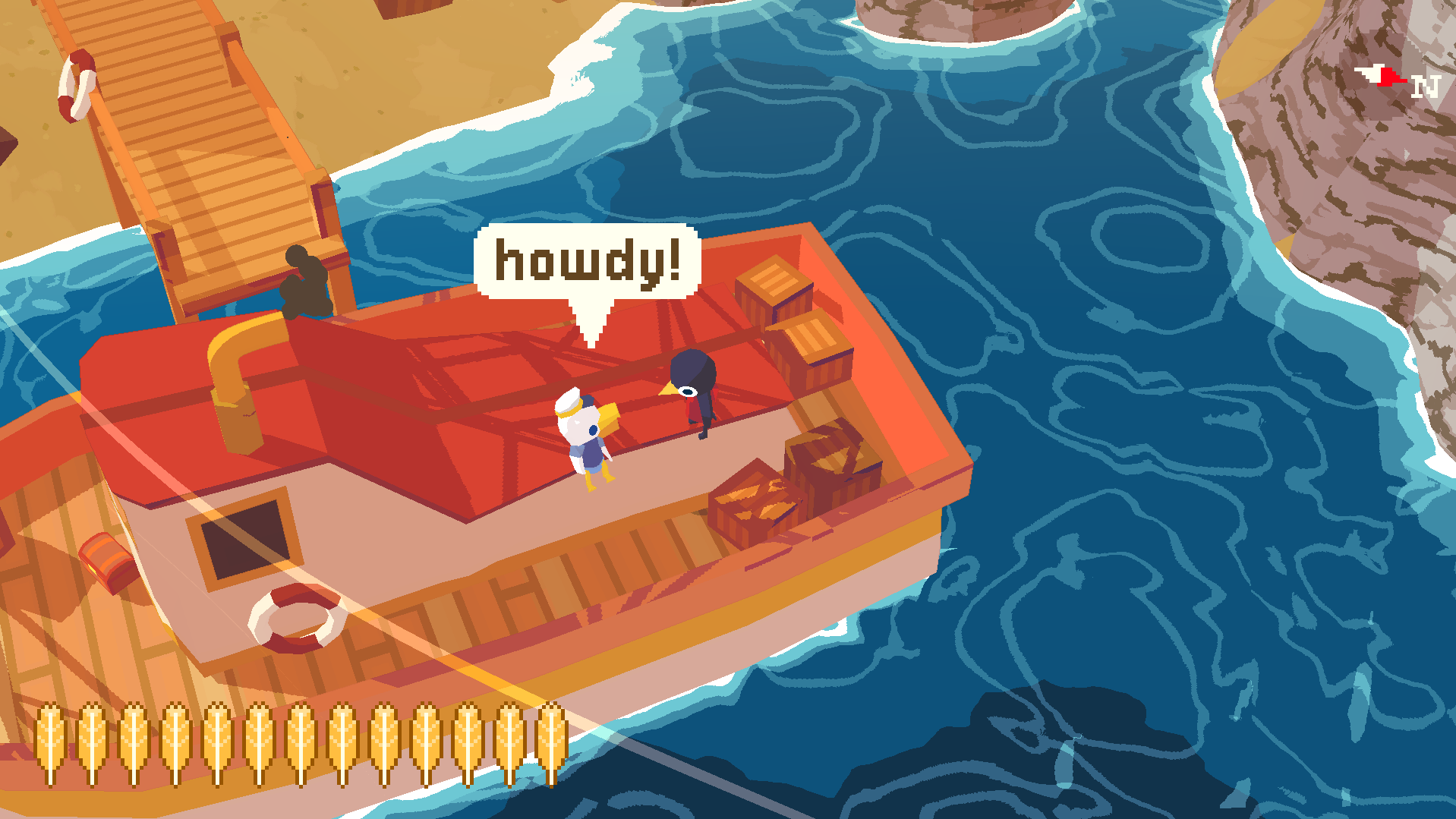
شخصیت غیرقابل‌ کنترل در محیط بازی